# Michigan Films
 (septembre 2020).
Si vous disposez d'ouvrages ou d'articles de référence ou si vous connaissez des sites web de qualité traitant du thème abordé ici, merci de compléter l'article en donnant les références utiles à sa vérifiabilité et en les liant à la section « Notes et références ».
Michigan Films est une société de production cinématographique belge, fondée par Sébastien Andres et Olivier Burlet en 2006 à Bruxelles. Elle produit des films d'auteur : des documentaires de création, des vidéos d'art, des courts métrages.
Michigan Films fait partie de l'ARPFDOC (Association des réalisateurs et producteurs de films documentaires).

## Filmographie

### Longs métrages
- 2006 : Traces, le Peuple du Paon de Benivsa Berivan
- 2009 : Où est l'Eldorado ? de Jean-Frédéric de Hasque
- 2009 : An Insane Portrait de Fabrizio Terranova
- 2009 : Nous n'irons pas plus loin de Sonia Ringoot
- 2009 : Riding Along de Sébastien Demeffe
- 2009 : Dragalina d'Ecaterina et Sherban Vidick
- 2010 : Josée Andrei, an insane portrait de Fabrizio Terranova
- 2010 : Dragalina d'Ecaterina & Sherban Vidick
- 2012 : Le Camp de Jean-Frédéric de Hasque
- 2012 : Full Of Missing Links de Sung-A Yoon
- 2014 : Ming of Harlem de Phillip Warnell
- 2015 : Cosmodrama de Philippe Fernandez
- 2015 : Battles d'Isabelle Tollenaere
- 2016 : The Challenge de Yuri Ancarani
- 2017 : Les Mains libres de Jérôme Laffont
- 2017 : Les Lions de Jean-Frédéric de Hasque
- 2019 : Overseas de Sung-A Yoon
- 2020 : Petit Samedi de Paloma Sermon-Daï

### Courts métrages
- 2006 : You Can Buy My Heart And My Soul de Sébastien Andres
- 2006 : Michigan d'Olivier Burlet
- 2006 : Traces , le Peuple du Paon de Benivsa Berivan
- 2007 : Dos à la mer de Philothée Buttol
- 2007 : In The Sky I'm Walking de Joachim Thome
- 2010 : Walking Through Paradise de Peter Snowdon
- 2010 : Eisbär d'Olivier Burlet et Frédéric Noirhomme
- 2011 : Walking Ghost Phase  de Bruno Tracq
- 2012 : Flexing Muscles  de Charles Fairbanks
- 2012 : The Wave  de Sarah Vanagt
- 2012 : Light Area de Sébastien Andres, Olivier Burlet et Frédéric Noirhomme
- 2012 : Changements de Noëmie Nicolas
- 2013 : Le Désarroi du flic socialiste quechua d'Emmanuel Marre
- 2015 : Armageddon Valley d'Emmanuel Van der Auwera
- 2015 : Les Bêtes sauvages d'Éléonore Saintagnan et Grégoire Motte
- 2017 : Le Film de l'été d'Emmanuel Marre
- 2018 : D'un château l'autre d'Emmanuel Marre
- 2018 : Rêver sous le capitalisme de Sophie Brunea
- 2018 : Une fille de Ouessant d'Éléonore Saintagnan
- 2019 : Back to 2069 d'Elise Florenty et Marcel Türkowsky
- 2020 : Don't Rush d'Elise Florenty et Marcel Türkowsky

### Clip musical
- 2008 : Visuels Girls in Hawaii

### Installation vidéo
- 2011 : Les Lieux du son de Sung-A Yoon

### En préparation
- La Vie devant nous d'Olivier Meys
- Le Fléau d'Eléonore Saintagnan
- Le Jardin d’Olga d'Alessandro Comodin
- Les Miennes de Samira El Mouzghibati
- Otro sol de Francisco Rodriguez Teare
- Kolonie 7 de Pauline Fonsny
- Aya de Simon Gillard